# 花明村
花明村（けみょうむら）は、かつて愛知県幡豆郡に存在した村である。
現在の西尾市東部（花蔵寺町・善明町など）に該当する。
村名は、前身の村の名から一文字ずつとった、合成地名である。

## 沿革
- 1889年（明治22年）10月1日 - 花蔵寺村と善明村が合併し、花明村が発足。
  - 室場村、花明村、家武村、平原村で、役場事務組合（室場村外三か村組合）が設立される。
- 1932年（昭和7年）9月1日 - 室場村、平原村、家武村と合併し、室場村が発足。同日花明村は廃止。